# Sojoez TMA-07M

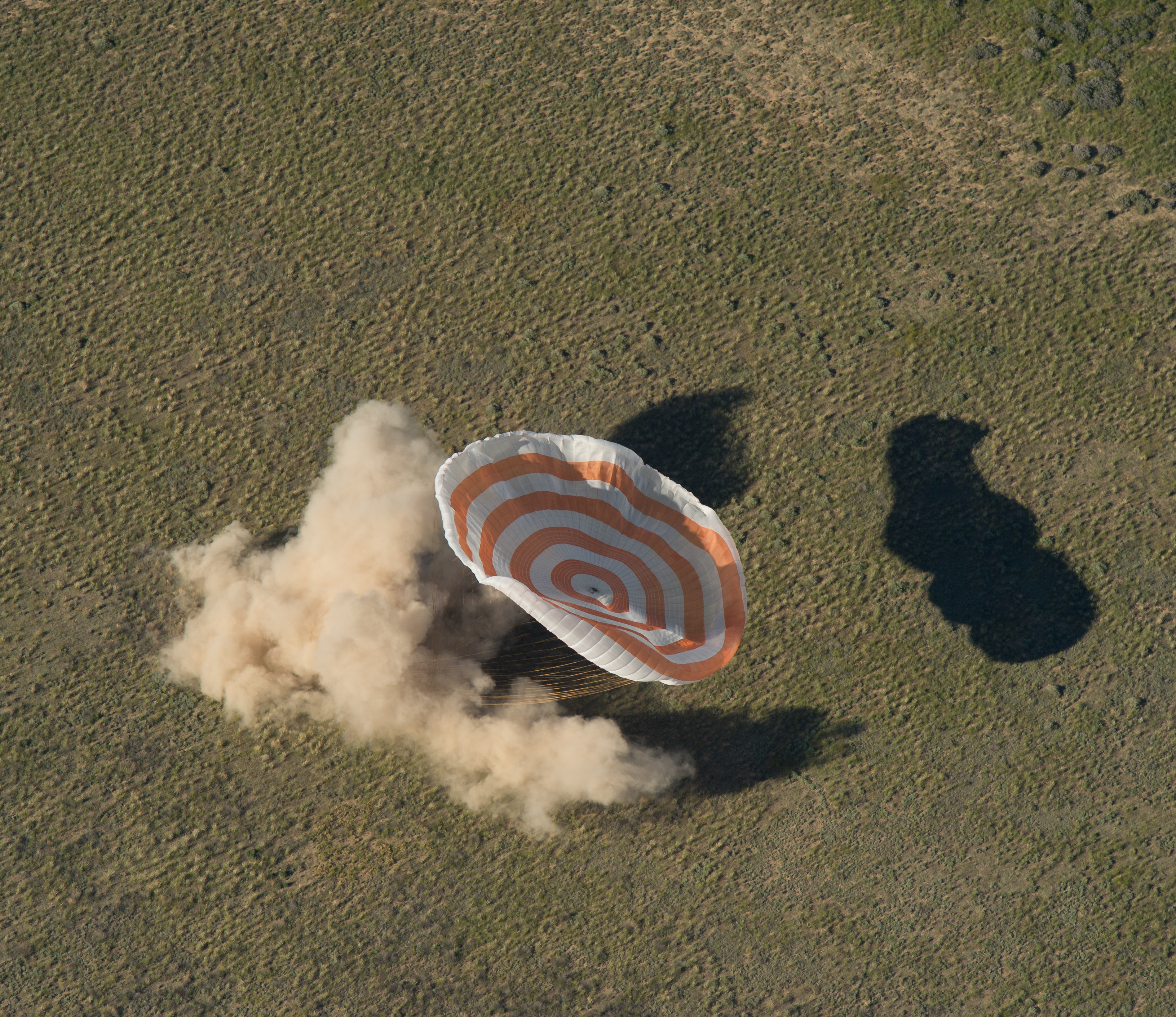
Landing van de Sojoez TMA-07M op 14 mei 2013

Sojoez TMA-07M (Russisch: Союз ТМА-07M) was een bemande ruimtevlucht naar het Internationaal ruimtestation ISS die op 19 december 2012 werd gelanceerd vanaf het Kosmodroom van Bajkonoer met een Sojoez-FG draagraket. Hij vervoerde drie bemanningsleden voor ISS Expeditie 34 en ISS Expeditie 35: een Rus, een Amerikaan en een Canadees. Op 21 december koppelde de capsule aan het ISS. De Sojoez bleef aan het ISS gekoppeld tijdens het verblijf in het ISS van haar oorspronkelijke bemanning. Op 13 mei 2013 werd de capsule met haar oorspronkelijke bemanning aan boord ontkoppeld en de volgende dag landde ze in Kazachstan.

## Bemanning
Dit was de bemanning van Sojoez TMA-07M:
- Roman Romanenko, bevelvoerder (Roskosmos, 2e ruimtevlucht)
- Chris Hadfield, boordingenieur 1 (CSA, 3e)
- Thomas Marshburn, boordingenieur 2 (NASA, 2e)

TMA-1 · TMA-2 · TMA-3 · TMA-4 · TMA-5 · TMA-6 · TMA-7 · TMA-8 · TMA-9 · TMA-10 · TMA-11 · TMA-12 · TMA-13 · TMA-14 · TMA-15 · TMA-16 · TMA-17 · TMA-18 · TMA-19 · TMA-01M · TMA-20 · TMA-21 · TMA-02M · TMA-22 · TMA-03M · TMA-04M · TMA-05M · TMA-06M · TMA-07M · TMA-08M  · TMA-09M · TMA-10M · TMA-11M · TMA-12M · TMA-13M · TMA-14M · TMA-15M · TMA-16M · TMA-17M · TMA-18M · TMA-19M · TMA-20M